# Hans Lindgren (konstnär)
Hans Lindgren, född 1934 i Gävle, död 1989, var en svensk målare och grafiker.
Lindgren studerade vid Signe Barths målarskola och Konsthögskolan i Stockholm. Bland hans offentliga arbeten märks en relief till Umeå sporthall samt utsmyckningen av en entré i kvarteret Nebulosan i Stockholm. Hans konst består av människor och natur i en stark kolorit. Lindgren är representerad vid Gävle museum.